# Vedenlippu
Vedenlippu är en ö i Finland. Den ligger i sjön Päijänne och i kommunen Toivakka i den ekonomiska regionen  Jyväskylä ekonomiska region  och landskapet Mellersta Finland, i den södra delen av landet, 210 km norr om huvudstaden Helsingfors. Öns area är 0,1 hektar och dess största längd är 70 meter i nord-sydlig riktning.